# Matthew Camp
Matthew Camp é um ator adulto, modelo, artista e personalidade da internet americano nascido em 1984.

## Biografia
Matthew Camp começou sua carreira como um go-go dancer em bares de Nova York aos 21 anos. É protagonista do projeto documental “Camp Chaos”, criado por Corey Krueckeberg.
Camp foi modelo para marcas de roupas íntimas, bem como criou linhas de fragrâncias e roupas, incluindo "Matthew Camp Designs" e "Daddy Couture", uma colaboração com Rebecca More. Camp foi capa da revista gay britânica Attitude em 2019.
Camp também é conhecido por ser um ativista LGBTQ+ e de positividade sexual. Por volta de 2018, quando a cena club continuou a desacelerar em Nova York, Camp mudou-se para Hudson, Nova York e criou uma conta no OnlyFans.
Camp foi vítima de um suposto ataque de crime de ódio no início de 2021. Sua casa em Poughkeepsie foi alvo de um incêndio criminoso em 14 de janeiro,  enquanto o perpetrador foi capturado por câmeras de segurança espalhando o acelerador de fogo na varanda e incendiando a casa.

## Filmografia
- Matthew (2010)
- Getting Go: The Go Doc Project (2013)[9]
- Sock Job (2016)
- The MEN (2019)[10]
- Slag Wars: The Next Destroyer (2020)[11]

## Ligações Externas
- Matthew Camp em men.com
- Matthew Camp. no IMDb.